# International Conference on New Interfaces for Musical Expression
A International Conference on New Interfaces for Musical Expression, também conhecida como NIME, é uma conferência dedicada à pesquisa científica sobre o desenvolvimento de novas tecnologias e seu papel na expressão musical e performance artística. O evento reúne anualmente pesquisadores, professores, estudantes, representantes da indústria e musicistas para compartilharem seus conhecimentos e trabalhos no design de novas interfaces musicais. Ela também é dedicada a presentar pesquisas de alto impacto na área, resultados artísticos e trabalhos em andamento que apresentem alguma inovação para a expressão e computação musical, além da performance artística.
A NIME surgiu como um workshop, na Conferência sobre Fatores Humanos em Sistemas Computacionais da ACM. A partir do ano seguinte ela se tornou a conferência conhecida nos moldes atuais e têm sido sediada por diversas cidades no mundo. O evento recebe artigos técnicos, onde os autores apresentam trabalhos sobre o design de instrumentos musicais, sensores e plataformas de computação incorporadas na prática musical; demonstrações práticas, onde diversos instrumentos e equipamentos são exibidos pelos autores enquanto eles discorrem sobre a invenção. Ao lado das demonstrações há também instalações artísticas que utilizam diversas paisagens sonoras e recursos eletroacústicos. Finalmente, existem os concertos, onde os musicistas tocam instrumentos apresentados na edição da conferência.

## Tópicos de Interesse
Cada edição do NIME apresenta um tema específico, mas os tópicos cobertos pelo evento são listados a seguir:
- Novos controladores, interfaces ou instrumentos para expressão musical
- Instrumentos aumentados
- Tecnologias ou sistemas para produção musical colaborativa
- Música móvel
- Interação humano-computador relacionada à música
- Sensores, atuadores e dispositivos hápticos
- Mapeamento musical
- Gesto, movimento e música
- Avaliação de estudos sobre novas interfaces para expressão musical
- Avaliação de estudos sobre interfaces já disponíveis no mercado
- Acessibilidade
- Robótica
- Arte e instalações interativas
- Algoritmos generativos
- Aprendizado de máquina em performance musical
- Performance musical baseada na web
- Protocolos e formatos de dados para interação musical
- Discussões históricas, filosóficas, teóricas e éticas sobre o tema
- Discussões sobre impacto artístico, cultural, social e tecnológico do NIME
- Perspectivas pedagógicas
- Relatório de projetos

## Edições Anteriores
A primeira edição do NIME foi enquanto workshop, no ano de 2001. Desde então, ela aconteceu anualmente no formato de conferência, nas seguintes sedes:
- NIME 2021 – formato hibrído entre ambiente online e Xangai, China
- NIME 2020 – formato online
- NIME 2019 – Porto Alegre, Brasil
- NIME 2018 – Blacksburg, Estados Unidos
- NIME 2017 – Copenhague, Dinamarca
- NIME 2016 – Brisbane, Austrália
- NIME 2015 – Baton Rouge, Estados Unidos
- NIME 2014 – Londres, Reino Unido
- NIME 2013 – Daejeon, Coreia do Sul
- NIME 2012 – Ann Arbor, Estados Unidos
- NIME 2011 – Oslo, Noruega
- NIME 2010 – Sydney, Austrália
- NIME 2009 – Pittsburgh, Estados Unidos
- NIME 2008 – Gênova, Itália
- NIME 2007 – Nova Iorque, Estados Unidos
- NIME 2006 – Paris, França
- NIME 2005 – Vancouver, Canadá
- NIME 2004 – Hamamatsu, Japão
- NIME 2003 – Quebec, Canadá
- NIME 2002 – Dublin, Irlanda

Em 2022, a edição do NIME está prevista para ocorrer entre os dias 28 de junho e 01 de julho em Auckland, Nova Zelândia.